# ألتير بيسيك
ألتير بيسيك (بالإنجليزية: Altair BASIC)‏ هو مفسر للغة بيسيك للبرمجة كان يعمل على جهاز ألتير 8800، أنتجته مايكروسوفت عام 1975 وكان هو منتج لها وبداية ميكروسوفت بيسيك